# Victor Anagnastopol
Victor Anagnastopol (* 23. März 1986 in Bukarest) ist ein ehemaliger rumänischer Tennisspieler.

## Karriere

### 2003 bis 2010
Anagnastopol begann mit sechs Jahren mit dem Tennis und spielte bereits auf der Junior-Tour kleinere Turniere. Ab dem Jahr 2003 trat er auf der Profi-Tour bei Turnieren der ITF Future Tour an. Gleich bei seinem ersten Future-Turnier schaffte er durch ein Freilos und zwei verletzungsbedingte Aufgaben den Sprung ins Doppelfinale. Diesen Erfolg konnte er in den Folgejahren nicht wiederholen, häufig war für ihn schon in den ersten Runden Schluss. In der Weltrangliste schaffte er im Einzel im Juni 2006 mit dem 488. Rang das erste Mal den Sprung in die Top 500. Diesen Rang hielt er nicht bis zum Jahresende und rutschte auf den 648. Rang ab, im Doppel stand er außerhalb der Top 1000.
Aufgrund seiner Weltranglistenplatzierung konnte er weiterhin fast ausschließlich auf der Future Tour antreten und gewann dort 2008 seinen ersten Doppeltitel. Auf der Challenger Tour erhielt er für das Turnier in Bukarest eine Wildcard für das Doppelfeld, schied jedoch in der ersten Runde gegen die viertgesetzte Paarung Rameez Junaid und Philipp Marx aus. Nach einem erneuten Erstrundenaus auf der Challenger Tour in Brașov feierte er sein Debüt auf der ATP World Tour. Gemeinsam mit Marius Copil startete er dank einer Wildcard im Doppelbewerb in Bukarest. Dort setzten sie sich in der ersten Runde gegen ihre Landsmänner Victor Crivoi und Adrian Ungur durch. In der zweiten Runde unterlagen sie der Nummer 2 der Setzliste und den späteren Finalisten Marcel Granollers und Santiago Ventura in zwei Sätzen.

### 2011 bis 2017
2011 feierte Anagnastopol bei seinem erst dritten Auftritt auf der Challenger Tour im Doppel seinen größten Erfolg. Mit Florin Mergea spielte er sich ohne Satzverlust ins Finale des Turniers in Brașov. Sie setzten sich dort ebenfalls in zwei Sätzen gegen das Duo Dušan Lojda und Benoît Paire durch und Anagnastopopl feierte damit seinen einzigen Titel auf der Challenger Tour. Durch weitere Erfolge auf der Future Tour gelang ihm im Doppel der Sprung in die Top 300 und mit dem 295. Rang seine beste Karriereplatzierung. Im Einzel stand er im selben Jahr mit Platz 469 auf seinem Karrierehoch. In der Saison 2013 spielte er zudem für den SC Uttenreuth in der 2. Tennis-Bundesliga, bestritt aber in den Jahren 2013 und 2014 kein Profiturnier und wurde nicht mehr in der Weltrangliste geführt.
Im Jahr 2015 kehrte Anagnastopol nochmal auf die Profitour zurück und spielte wieder Turniere der Future Tour. Während er im Einzel nur noch zweimal die erste Runde überstand, gewann er im Doppel noch sieben weitere Titel, womit er Ende 2016 nochmal in den Top 400 der Welt stand. Für den SC Uttenreuth spielte er in diesem Jahr erneut in der 2. Tennis-Bundesliga. In Sibiu zog er nach einem Sieg über die gesetzte Paarung Maximilian Neuchrist und David Pel ins Viertelfinale ein, verlor diese Begegnung aber. Sein letztes Turnier bestritt er im August 2017 in Rumänien, seitdem wird er von der ATP als inaktiv geführt.

## Erfolge
| Legende (Anzahl der Siege)  |
| Grand Slam                  |
| ATP World Tour Finals       |
| ATP World Tour Masters 1000 |
| ATP World Tour 500          |
| ATP World Tour 250          |
| ATP Challenger Tour (1)     |

### Doppel

#### Turniersiege
| Nr. | Datum              | Turnier | Belag | Partner       | Finalgegner              | Ergebnis |
| --- | ------------------ | ------- | ----- | ------------- | ------------------------ | -------- |
| 1.  | 10. September 2011 | Brașov  | Sand  | Florin Mergea | Dušan Lojda Benoît Paire | 6:2, 6:3 |